# Вторжение на Тринидад (1797)
Вторжение на Тринидад — операция британского флота по захвату испанских владений в Вест-Индии. После подписания договора в Сан-Ильдефонсо в 1796 году Испания и Франция стали союзниками и испанцы объявили англичанам войну. В качестве ответной меры те послали флот в Карибское море с намерением захватить остров Тринидад. 16 февраля 1797 года к берегу острова подошла британская эскадра под командованием Ральфа Эберкромби. Британцы высадились на остров, практически не встретив сопротивления, и 18 февраля губернатор Тринидада Хосе Мария Чакон сдал остров Эберкромби. С этого момента Тринидад стал владением британской короны.

## Предыстория
Остров Тринидад был открыт Христофором Колумбом 31 июля 1498 года. В начале XVI века началась колонизация острова, который стал испанской территорией. До второй половины XVIII века приток новых жителей был невелик (на Тринидаде отсутствовали полезные ископаемые, а почва была, по сравнению с соседними островами, не очень плодородна) и к 1783 году Тринидад населяло менее трёх тысяч человек, из которых большинство составляли индейцы. Для того, чтобы привлечь поселенцев на остров, власти объявили, что каждому католику, пожелавшему стать жителем колонии, гарантируется 32 акра земли. Этот шаг вызвал некоторое увеличение иммиграции на остров. Кроме испанцев, губернатору Хосе Марии Хакону удалось привлечь на Тринидад французов и гаитян, спасавшихся от революций, произошедших в их странах, так что к 1797 году население увеличилось до 17 тысяч человек.
При этом остров был слабо защищён от нападения противника, на что неоднократно обращал внимание губернатор Тринидада. В ответ на многочисленные просьбы о поддержке, 7 августа 1796 года на Тринидад была отправлена эскадра из четырёх линейных кораблей и одного фрегата под командованием контр-адмирала Себастьяна Руиса де Аподаки, которая благополучно прибыла на остров 14 сентября того же года. Оказанная помощь была очень своевременной, так как в октябре 1796 года Испания вступила в войну с Британией на стороне Франции, что сразу же поставило под угрозу безопасность испанских колоний в Вест-Индии, где действовал сильный британский флот, уже захвативший к тому времени французскую колонию Сент-Люсия.
И губернатор не зря опасался британского вторжения — 12 февраля 1797 года эскадра из четырёх линейных кораблей, двух шлюпов и бомбардирского корабля, под командованием контр-адмирала Генри Харви, с командующим войсками вторжения генерал-лейтенантом Ральфом Эберкромби на борту, покинул Мартинику. 14 февраля контр-адмирал прибыл к месту сбора, острову Карриаку, и там соединился с отрядом из одного линейного корабля, двух фрегатов, трёх шлюпов, и нескольких транспортов, везущих войска, предназначенные для нападения. 15 числа эскадра снова вышла в море, и 16 февраля достигла берегов Тринидада.

## Вторжение
Британская эскадра состояла из пяти линейных кораблей (98-пушечный Prince-of-Wales, флагман контр-адмирала Харви, 74-пушечные Bellona, Vengeance, Invincible и 64-пушечный Scipio), двух фрегатов (38-пушечный Arethusa и 32-пушечный Alarm), пяти шлюпов (16-пушечные Favourite, Zebra, Zephyr, Thorn и 12-пушечный Victorieuse), бомбардирского корабля (8-пушечный Terror) и нескольких транспортов, перевозящих 6750 солдат, 35 орудий и 11 мортир.
Остров защищала испанская эскадра контр-адмирала Себастьяна Руиса де Аподаки, состоящая из четырёх линейных кораблей (80-пушечный San-Vincente, флагман Аподаки, 74-пушечные Gallardo, Arrogante и San-Damaso) и одного фрегата (34-пушечный Santa-Cecilia). Гарнизон острова, значительно сократившийся после эпидемии жёлтой лихорадки, составлял 632 человека. Лихорадка не обошла стороной и экипажи испанских кораблей, так что вместо необходимых 2700 матросов и офицеров в строю было лишь 1700, что значительно снижало боеспособность эскадры.

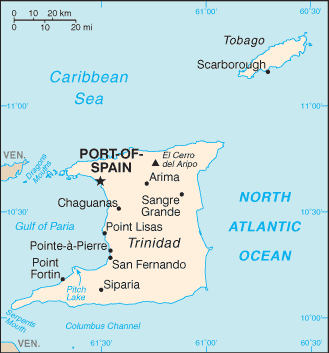
Карта острова

Утром 16 февраля 1797 года британский флот вошёл в залив Пария. Когда около 15 часов эскадра прошла через канал Великий Бокас, была обнаружена испанская эскадра, стоящая на якоре в бухте Чагуарамаса. Поскольку рейд противника, казалось, был хорошо защищён батареей из двадцати орудий и двух мортир, размещенной на острове Гаспар-Гранде, и так как день уже подходил к концу, Харви послал свои транспорты под защитой Arethusa, Thorn и Zebra причалить в пяти милях от Порт-оф-Спейн и приказал Alarm, Favourite и Victorieuse не выпускать суда противника из Порт-оф-Спейн, а сам с линейными кораблями стал на якорь на расстоянии выстрела от испанских судов и батареи, с целью предотвращения побега вражеских кораблей под покровом ночи.
Аподака собрал своих капитанов, и на совете было решено, что в сложившихся условиях невозможно отразить нападение противника. Поэтому чтобы избежать захвата кораблей, они решили их сжечь, а самим присоединиться к обороне Порт-оф-Спейн. Британцы, внимательно наблюдающие за испанской эскадрой, были очень удивлены, когда около 2 часов ночи 17 февраля загорелся один из испанских кораблей. Вскоре пламя перекинулось ещё на три корабля, и все они продолжали гореть до самого рассвета. Пятый корабль, San-Damaso, уцелел, и без всякого сопротивления был отведён к месту стоянки британской эскадры. Испанцы тем временем покинули остров Гаспар-Гранде, и вскоре после рассвета он был занят отрядом англичан. В течение дня без малейшего сопротивления остаток войск были высажен на берег примерно в трёх милях от Порт-оф-Спейн и в тот же вечер войска тихо вошли и в сам город. После этого генерал Ральф Эберкромби, командующий британскими войсками, предложил губернатору острова почётную капитуляцию. На следующий день, 18 февраля остров Тринидад был сдан британским войскам. Британцы почти не понесли потерь, погиб лишь один человек — лейтенант Вильнёв восьмого полка.

## Последствия

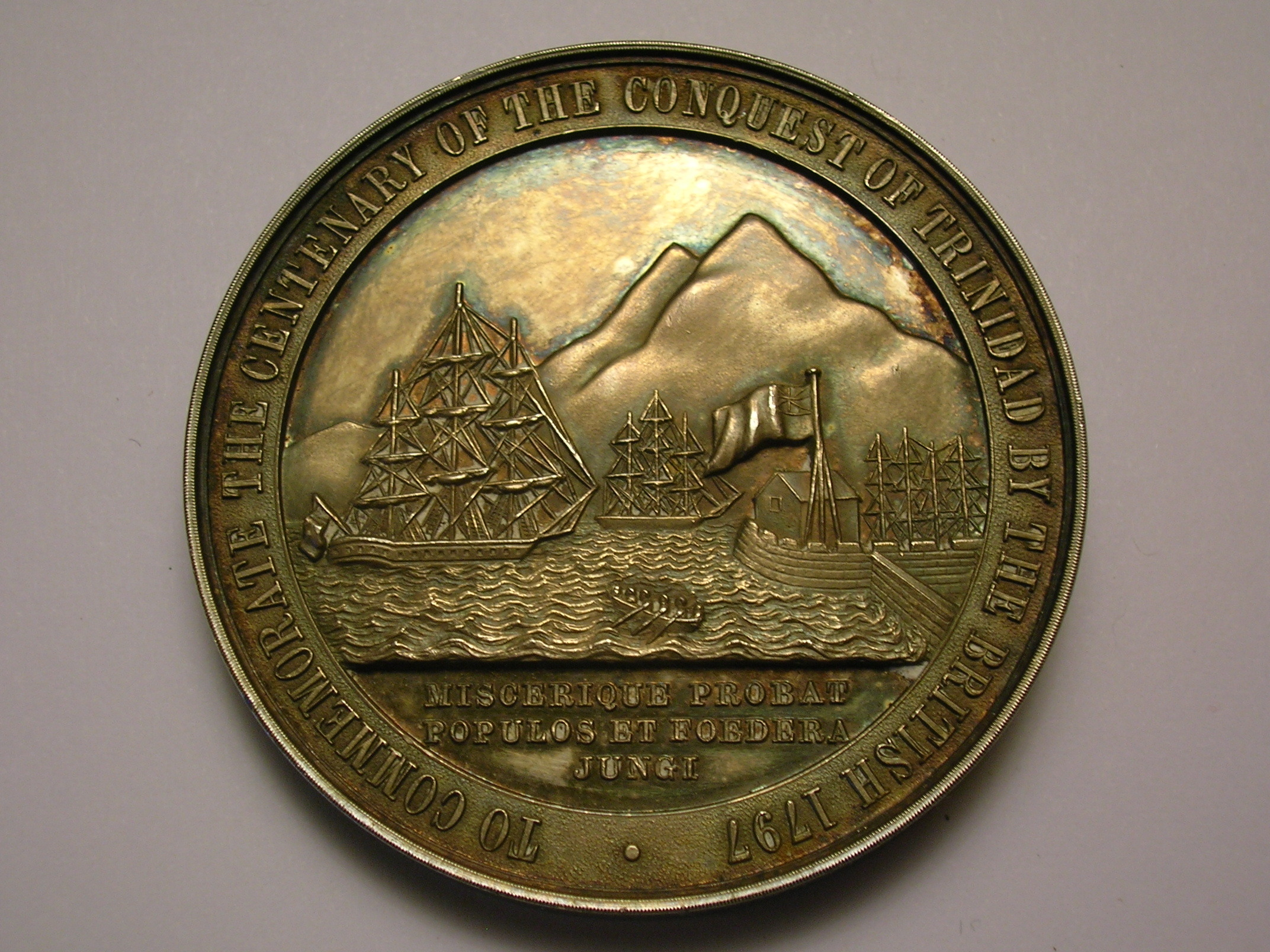
Медальон в честь столетия со дня захвата Тринидада

26 июня 1798 года военный трибунал рассмотрел дело о сдаче Тринидада англичанам и оправдал Хосе Марию Чакона и Себастьяна Аподаку, сняв с них все обвинения. Но 20 мая 1801 года их дело было пересмотрено, они были признаны виновными и лишены своих постов, без возможности апелляции. 7 июня 1809 года дело было вновь пересмотрено и они были реабилитированы.
Учитывая, с какой легкостью был взят остров Тринидад, Ральф Эберкромби попытался захватить ещё одну испанскую колонию — Пуэрто-Рико. 17 апреля 1797 года туда прибыла британская эскадра, но на этот раз испанцы оказали упорное сопротивление и англичанам пришлось отступить.
Тринидад стал британской колонией, с франкоговорящим населением и испанскими законами. Завоевание острова и формальная уступка Тринидада по условиям Амьенского мира в 1802 году привела к притоку переселенцев из Англии и британских колоний восточной части Вест-Индии. Отсутствие должного контроля и медленные темпы прироста населения в период испанского владычества привели к тому, что даже после перехода острова к британцам Тринидад оставался одной из наименее населённых колоний Вест-Индии с наименее развитыми плантациями и инфраструктурой.